# تل حسونه
تَلِّ حَسونه (انگلیسی: Tell Hassuna) یک تل یا تپهٔ استقراری در استان نینوا در عراق است که حدود ۳۵ کیلومتر جنوب‌غرب نینوا واقع شده است. این محوطه به‌عنوان محوطه شاخص فرهنگ حسونه (اوایل هزاره ششم پیش از میلاد) شناخته می‌شود.

## تاریخچهٔ پژوهش‌های باستان‌شناسی
تل حسونه در سال ۱۹۴۲ توسط فؤاد صفار شناسایی شد و در سال‌های ۱۹۴۳ و ۱۹۴۴ توسط تیمی از اداره کل آثار باستانی عراق به سرپرستی سیتون لوید کاوش شد. این کاوش‌ها نشان داد که در این منطقه زمانی فرهنگ روستایی پیشرفته‌ای وجود داشته که در سراسر منطقه موسوم به جزیره گسترش یافته بوده است.
در حسونه شش لایهٔ متفاوت از خانه‌ها کشف شد که در آن‌ها ظروف و سفال‌هایی مربوط به حدود ۵۶۰۰ تا ۵۳۵۰ پیش از میلاد یافت شد و هر لایه از نظر ساختاری کامل‌تر از لایهٔ پیشین بود. ظروف مشابهی در سراسر خاور نزدیک یافت شده‌اند که گواهی بر وجود شبکهٔ گسترده‌ای از تجارت در همین اوایل هزاره ششم پیش از میلاد است.

## تل حسونه و محیط پیرامون آن

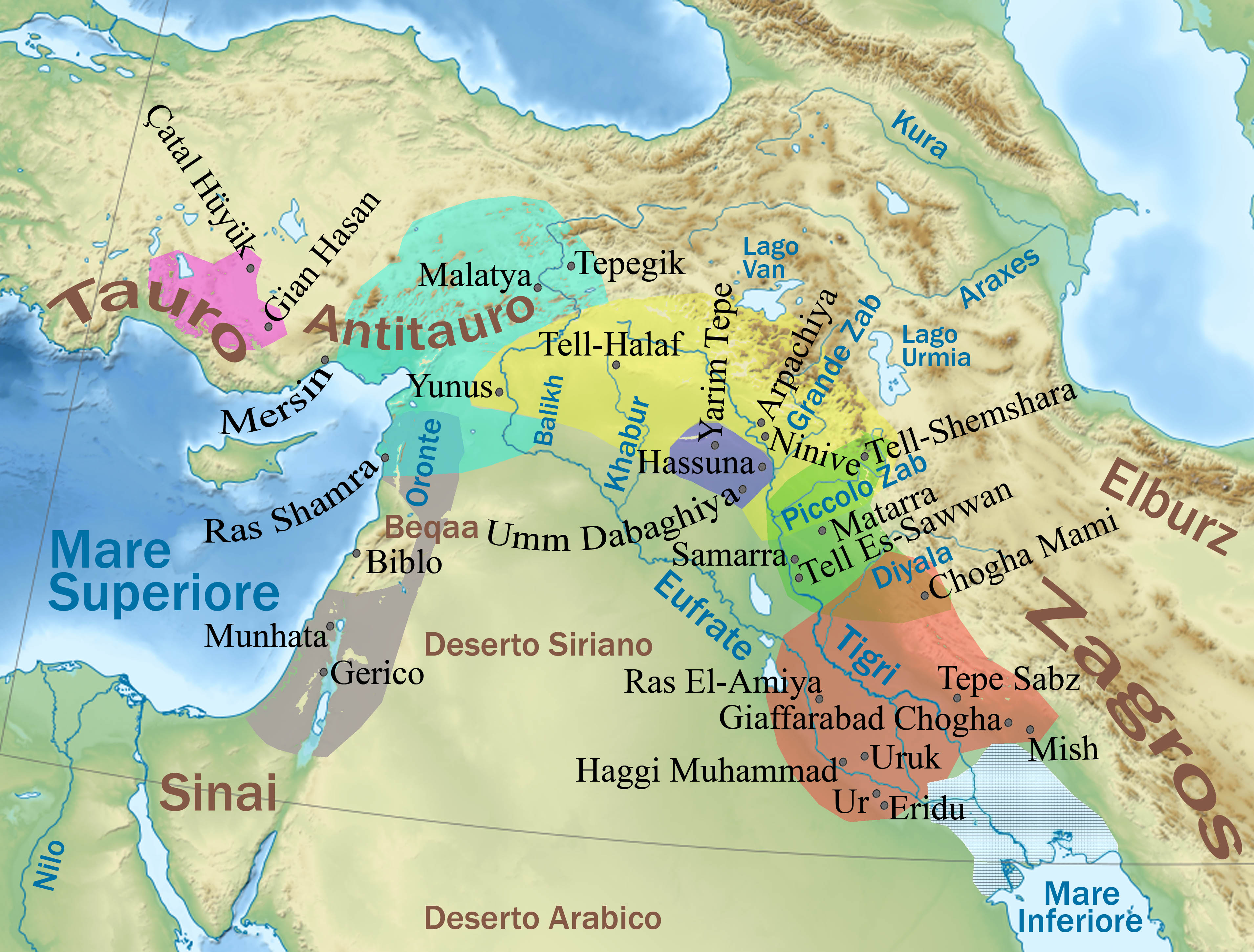
خاور نزدیک باستان در ۵۲۰۰–۴۵۰۰ پ. م (دوره حلاف میانی) با نمایش موقعیت فرهنگ حسونه

تل حسونه در حدود ۳۵ کیلومتر (۲۲ مایل) جنوب‌غرب شهر امروزی موصل و در کرانهٔ غربی دجله واقع شده است. این محوطه، نسبتاً کوچک و حدود ۲۰۰ در ۱۵۰ متر (۶۶۰ در ۴۹۰ فوت) وسعت و حدود ۷ متر (۲۳ فوت) ارتفاع دارد. حسونه یکی از نخستین فرهنگ‌های شمال میان‌رودان بود. پیش از آن، جنوب میان‌رودان به‌عنوان گهوارهٔ تمدن شناخته می‌شد. اما با آغاز شکل‌گیری استقرارگاه‌هایی در شمال مانند حسونه، قلعه جرمو، سامرا و تپه حلاف، این منطقه به جایگاهی مهم در توسعهٔ تمدن بدل شد.
معماری در حسونه با خشت‌فشرده ساخته می‌شد و ضخامت دیوارها بین ۲۰ تا ۵۰ سانتی‌متر متغیر بود. فن‌آوری خشت خام احتمالاً در جنوب میان‌رودان پدید آمده بود، جایی که آجر گلی در نیمهٔ نخست هزاره ششم پیش از میلاد متداول بود.

## تاریخ استقرار

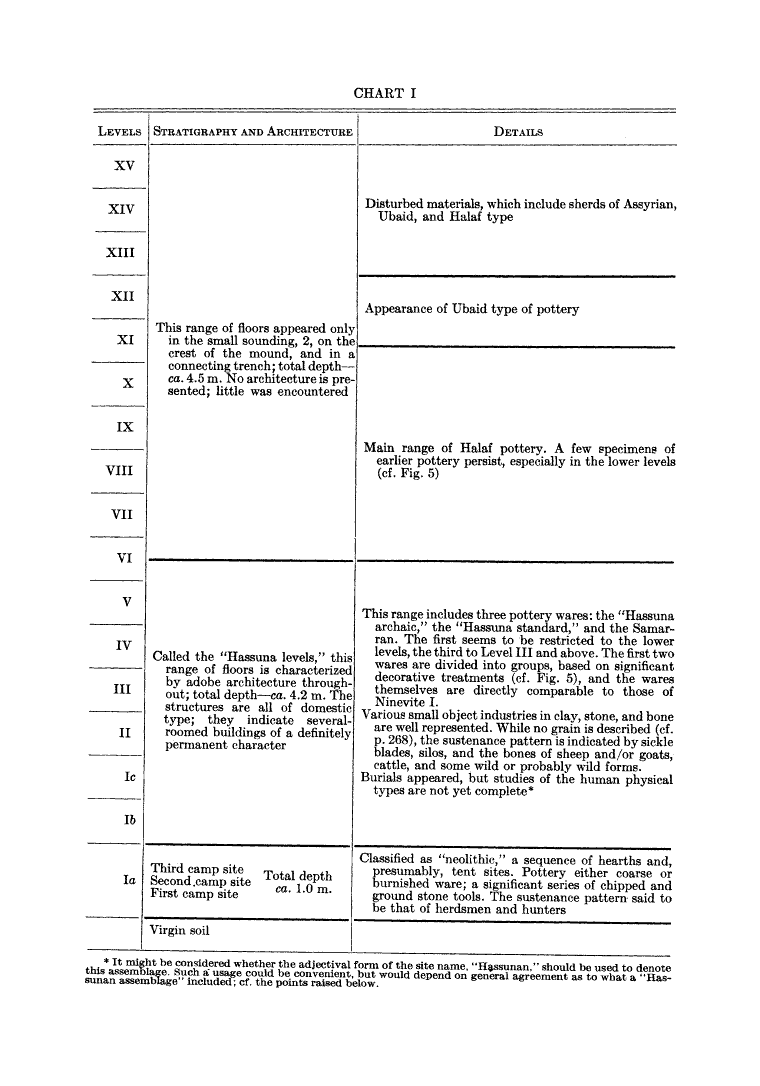
لایه‌های سفال حسونه

در حدود ۶۰۰۰ پ. م، مردم به کوهپایه‌های شمال میان‌رودان کوچ کردند و به کشاورزی دیم پرداختند. این افراد نخستین کشاورزان شناخته‌شده در این منطقه بودند و حسونه یکی از کهن‌ترین مراکز برای شکل‌گیری اقتصادهای تولیدی نظیر زراعت و دامداری بود. شواهد این موضوع در لایه‌های کهن حسونه دیده می‌شود. ساکنان حسونه همچنین پیشگام در بهبود کشاورزی، سکونت در دره‌های رودخانه‌ای، آغاز آبیاری و پیشرفت در شاخه‌های مختلف تولید و فرهنگ بودند.
در همین زمان، خانه‌های خشتی گرداگرد حیاط‌هایی باز ساخته می‌شدند و سفال‌های رنگ‌آمیزی‌شدهٔ زیبا جایگزین سفال‌های خام‌دستانهٔ پیشین شده بودند.
تبرهای دستی، داس‌ها، سنگ‌های ساب، انبارها، اجاق‌های پخت‌وپز و استخوان‌های فراوان جانوران اهلی نمایانگر زندگی کشاورزی استقراری هستند. ابزار سنگی یافت‌شده در تل حسونه نسبت به دیگر محوطه‌های فرهنگ حسونه مانند قلعه جرمو ساده‌تر به‌نظر می‌رسند و عمدتاً از سنگ آتش‌زنه و ابسیدین ساخته شده‌اند.
تندیس‌های زنانه نیز در ارتباط با آیین‌های پرستشی و تدفین در خمره استفاده می‌شدند، درون این خمره‌ها غذا قرار می‌دادند که نشانه‌ای از باور به زندگی پس از مرگ بوده است.

## سفال‌گری

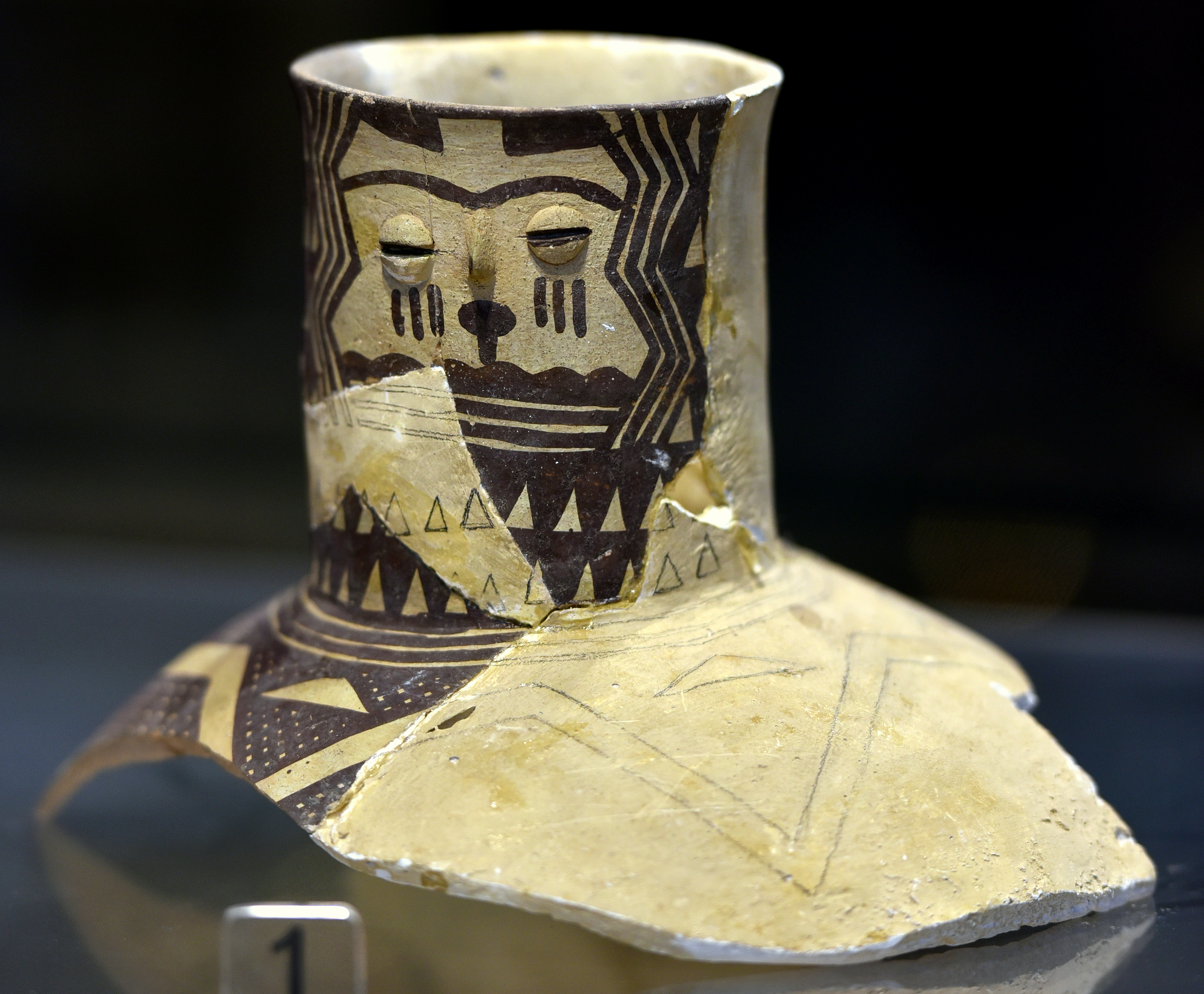
گردن کوزه‌ای رنگ‌آمیزی‌شده از تل حسونه، متعلق به فرهنگ سامرا، ۵۰۰۰ پ. م، موزه عراق

سفال‌های یافت‌شده در تل حسونه را می‌توان به سه دسته تقسیم کرد: حسونه کهن، حسونه معیار، و سفال سامرایی. این مجموعه‌ها شامل سفال‌های رنگ‌شده، کنده‌کاری‌شده و ترکیبی از رنگ و کنده‌کاری هستند.

### سفال ظریف رنگ‌شدهٔ سامرایی
تزئینات سفال‌های ظریف رنگ‌شدهٔ سامرایی همواره تک‌رنگ هستند، اما به‌نظر می‌رسد سه نوع رنگ در آن‌ها به کار رفته باشد: سیاه‌عاجی، قهوه‌ای بنفش تیره، و قهوه‌ای شکلاتی متوسط. شرایط پخت و غلظت رنگ در تغییر رنگ‌ها نقش داشته‌اند، چنان‌که مثلاً پخت اکسیداتیو ظروفی که با رنگ سیاه‌عاجی رنگ شده‌اند، رنگ قرمز هندی ایجاد کرده است.
در کل، نقوش این سفال‌ها با دقت ترسیم شده‌اند. با این حال، گاه خطوط موازی کمی به یکدیگر نزدیک یا از هم دور شده‌اند و ضخامت برخی خطوط متفاوت است، که احتمالاً ناشی از استفاده از قلم‌موی نرم بوده است. نقوش لبهٔ بیرونی ظرف‌ها با گروه‌هایی از خطوط افقی مرزبندی و فاصله‌گذاری شده‌اند.